# Thomas Doherty
Thomas Doherty (Edimburgo, 21 de abril de 1995) é um ator e modelo escocês. Ficou mais conhecido por interpretar Sean na série The Lodge; bem como por interpretar o aprendiz de pirata Harry nos filmes originais do Disney Channel intitulados Descendentes 2, em Descendants 3 e Max Wolfe no reboot de Gossip Girl da HBO Max.

## Carreira
Em 2017, ele apareceu no Disney Channel, onde interpretou o aprendiz de pirata Harry Hook (filho do Capitão Hook), no filme de televisão Descendants 2, um filme original do Disney Channel. Antes disso ele também obteve um papel na série musical The Lodge, como Sean.
Ele já trabalhava como modelo e estava trabalhando em um restaurante antes de aterrar seus papéis nas produções da Disney. Ele se formou na Academia MGA de Artes Performáticas em 2015.
Foi escolhido para interpretar Zander em High Strung: Free Dance.
Em 2019, voltou a interpretar o aprendiz de pirata Harry Hook (filho do Capitão Hook) durante o filme musical "Descendants 3". 
Em 2019 e 2020, durante a segunda temporada da série de televisão Legacies da The CW, um spin-off da série The Vampire Diaries e The Originals, onde interpretou o vampiro e ex-pirata Sebastian. Ele fez par romântico com a bruxa-sifão Lizzie Saltzman, uma das protagonistas que é interpretada pela atriz Jenny Boyd. 
Em março de 2020, foi escalado para a refilmagem de Gossip Girl (2021)  pela HBO Max, seu personagem ainda não foi revelado.

## Filmografia

### Cinema
| Ano  | Filme                   | Papel    | Notas                    |
| ---- | ----------------------- | -------- | ------------------------ |
| 2013 | Bunch of Mad Stuff      |          | Curta-Metragem (11 min.) |
| 2016 | The First Time          |          | Curta-Metragem (5 min.)  |
| 2018 | High Strung: Free Dance | Zander   |                          |
| 2022 | The Invitation          | De Ville |                          |

### Televisão
| Ano       | Programa                           | Papel            | Notas                            |
| --------- | ---------------------------------- | ---------------- | -------------------------------- |
| 2013      | Dracula                            | Street Boy       | Participação                     |
| 2017      | Descendants 2: It's Going Down     | Harry Hook       | Curta para Televisão             |
| 2016-2017 | The Lodge                          | Sean             | Protagonista                     |
| 2017      | Descendants 2                      | Harry Hook       | Original do Disney Channel       |
| 2017      | VIPS International                 | Ele mesmo        | Participação                     |
| 2018      | Under the Seaː A Descendants Story | Harry Hook       | Curta para Televisão             |
| 2019      | Descendants 3                      | Harry Hook       | Original do Disney Channel       |
| 2019      | Descendants 3: Break This Down     | Co-Anfitrião     | TV Special                       |
| 2019      | Descendants 3: Fashion Night       | Ele mesmo        | TV Special                       |
| 2019      | Catherine the Great                | Peter Zavadovsky | 4 episódios                      |
| 2019-2020 | Legacies                           | Sebastian        | Elenco recorrente (2° temporada) |
| 2020      | High Fidelity                      | Liam Shawcross   | 3 episódios                      |
| 2021-2023 | Gossip Girl                        | Max Wolfe        | Protagonista                     |